# 阮居貞坊

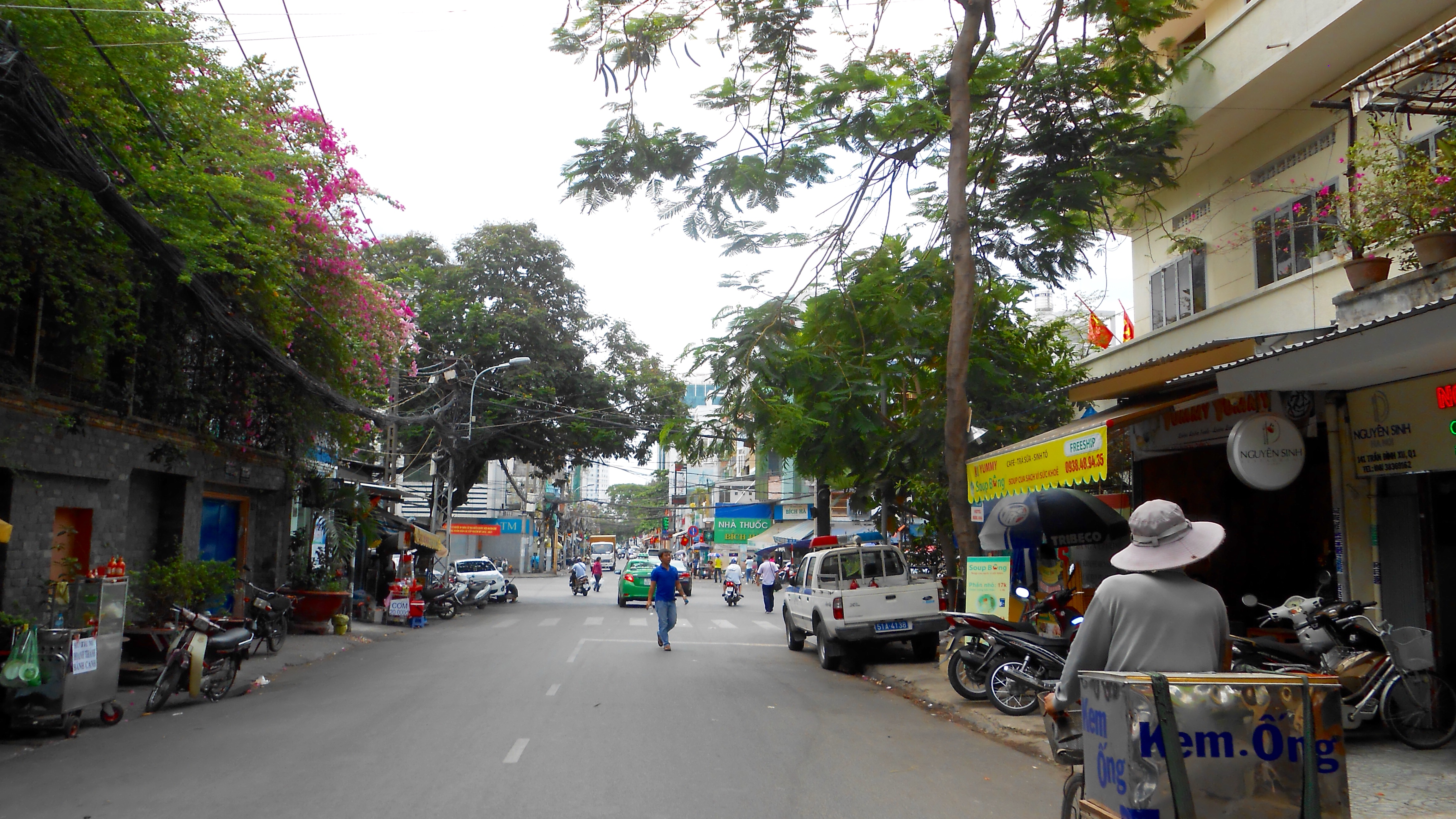

阮居貞坊（越南语：／）是越南南部胡志明市第一郡的一个坊。

## 地理
阮居貞坊位于第一郡，
- 东邻范五老坊、姑江坊
- 西邻第五郡
- 南邻梂庫坊
- 北邻范五老坊、第三郡

阮居貞坊面积0.76 km²，1999年人口25990 人, 人口密度34197 人/km²。